# Full Throttle
Full Throttle – komputerowa gra przygodowa typu wskaż i kliknij z elementami zręcznościowymi wydana w 2 maja 1995 roku przez LucasArts. Głównym bohaterem jest Ben, szef gangu motocyklowego Polecats. Zostaje on wciągnięty w intrygę, za którą stoi Adrian Ripburger, planujący przejąć korporację Corley Motors. Projekt gry oraz jej scenariusz opracował Tim Schafer.